# Первомайский (Кораблинский район)
Первома́йский — посёлок в Кораблинском районе Рязанской области России, входит в Пустотинское сельское поселение.

## Название
Название происходит от праздника 1 мая, так как был образован в 1920-е годы, во время становления советской идеологии.
Среди народа посёлок называется — Горюновка. Скорее всего это связано с тем, что люди выселились из Пустотино на необжитое, окружённое дремучим лесом место, отчего стали «горевать».

## География
Первомайский находится в северо-восточной части Кораблинского района.
Ближайший населённыё пункт — Максиков — в 2,5 км к северу по грунтовой дороге.
Природа
Посёлок окружён сосновыми лесами. К нему протекают два пересыхающих ручья впадающих в речку Песочня, которая является притоком Мостьи.

## История
По свидетельству некоторых старожилов села Пустотино, первые жители в поселке Первомайский появились в середине 1920-х годов.
Поселок представлял собой выселок из села Пустотино. Статус отдельного селения Первомайский получил не ранее 1929 года.

## Население
| 2010 |
| ---- |
| 1    |

Несмотря на то, что из постоянного населения указан лишь 1 человек, в Первомайском около 8 домов.

## Инфраструктура
Нет объектов инфраструктуры.